# Xã Breckenridge, Quận Greene, Arkansas
Xã Breckenridge (tiếng Anh: Breckenridge Township) là một xã thuộc quận Greene, tiểu bang Arkansas, Hoa Kỳ. Năm 2010, dân số của xã này là 1.319 người.